# Агурда
Агурда́ (рос. Агурда, башк. Ағурҙа) — присілок у складі Зіанчуринського району Башкортостану, Росія. Входить до складу Баїшевської сільської ради.
Населення — 89 осіб (2010; 116 в 2002).
Національний склад:
- башкири — 97%